# Iglesia Congregacional de la Avenida Belleville
La Iglesia Congregacional de la Avenida Belleville (en inglés, Belleville Avenue Congregational Church) es una iglesia histórica en 151 Broadway en Newark, en el estado de Nueva Jersey (Estados Unidos). Fue construida en 19874 e incluida en elRegistro Nacional de Lugares Históricos en 1986.

## Historia
Está ubicada en el área de Mount Pleasant al norte del Distrito Comercial Central en condado de Essex. Fue construida en 1874. Se agregó un auditorio octogonal de ladrillo a la iglesia en 1884. La Iglesia Congregacional de Belleville continuó usando el edificio hasta 1927 cuando vendieron el edificio a la Iglesia Bautista Mount Pleasant. Se vendió nuevamente en 1929 a la Iglesia Congregacional de la Segunda Avenida y finalmente a The Clinton Memorial AME. Zion Church en 1930. Hoy, el edificio alberga la última iglesia, que es la congregación afroamericana más antigua de Newark.

## Arquitectura
Personifica la arquitectura gótica victoriana alta en Newark mediante el uso de características tales como policromía, proporciones finas, paredes de piedra rojiza con revestimiento de roca.
Fue agregado al Registro Nacional de Lugares Históricos en 1986.